# ОШ „Свети Сава” Бачка Паланка
Основна школа „Свети Сава” Бачка Паланка је једна од 11 основних школа у општини Бачка Паланка. Школа се налази на адреси Трг братства и јединства 22, Бачка Паланка.

## Историјат школе[1]
ОШ „Свети Сава” Бачка Паланка је током свог деловања била размештана у више простора и локација истодобно и више пута је мењала своје име и организацију рада. 
Првобитно је била смештена у зграду где је некад била католичка школа крај католичке цркве у Бачкој Паланци која је саграђена је у периоду 1782-1784 где усељава Након II светског рата у згради некадашњег самостана католичке цркве 10. септембра 1949. године почела је са радом Осмогодишња школа број 1. Народни одбор Општине Бачка Паланка 24. маја 1956. године доноси одлуку да се укине Осмогодишња школа број 1 и да се оснују две осмогодишње школе: „Веселин Маслешаˮ и „Клара Фејешˮ. На истој седници издвојена су забавишта која су до тада била у саставу школске управе и основана је посебна управа забавишта. Обе управе почеле су са радом 1. септембра, а примопредаја је извршена између 1. и 15. септембра. У Осмогодишњу школу „Веселин Маслешаˮ уписано је 625 ученика - 446 у нижим и 179 у вишим разредима. 
Када је основана, школа била је смештена у неколико зграда. Главна зграда налазила се на садашњој адреси, у Улици братства и јединства 22. Једно одељење налазило се у згради забавишта у Улици Иве Лоле Рибара, а комбиновано одељење од I до IV разреда налазило се на Новом Мајуру у згради која је припадала Војној установи Карађорђево. Школа је тада имала само десет учионица, па је услед недостатка простора због повећања броја ученика повремено радила у три смене. Проблем простора решавао се и повременим преласцима у зграду тадашње Гимназије, што је омогућавало рад у две смене. Од 1997. настава се поново одвија у две зграде. Део ученика, тј. трећи и четврти разред смештени су у приземљу бивше зграде ОШ «Десанке Максимовић». Уведена је вертикална настава и од те године школа ради у две смене према следећем: разредна и предметна настава подељена је у две одвојене смене. Школа је 2002. године променила име у "Свети Сава", освећене су просторије, а за школску славу узет је датум спаљивања моштију Светог Саве 10. мај. Након пресељења ОШ "Десанка Максимовић" у други дио града, ова школа је користила доњи дио њихове старе зграде и салу за физичко и доњи спрат. Од 2005/6. године због оцене инспекције да је стара зграда преко пута неусловна и опасна за децу измештени су из тог простора и радили смо пуне две године у три смене са скраћеним часовима. Током 2007/8. години школа је добила четири нове просторије, а у поткровљу изнад дограђеног дела и модеран библиотечко-информациони центар са две мале архиве и две просторије за индивидуалан рад. 

## Организација рада школе[2]
Школа је од 1.9.2008.год. организована у две смене - разредна и предметна настава. Школа поседује савремени библиотечко-информациони центар (БИЦ). У 2721 квадратни метар затвореног простора смештено је: осамнаест класичних учионица, учионица за информатику, зборница, три канцеларије, архива, кухиња, простор за боравак, мала учионица и библиотечко-информаципни центар (БИЦ). Школа располаже тереном за кошарку и једним тереном за мали фудбал-рукомет.
Школа нема салу за физичко васпитање. Школа поседује видео надзор који покрива школску зграду и двориште, а чувара плаћају одељенске заједнице, тј. родитељи. 
Школа има од једне до две групе ученика у продуженом боравку. 